# North Berwick
North Berwick je skotské město ležící východně od Edinburghu, v zálivu Firth of Forth.

## Historie
Název města je odvozeno od skotského Bere-wic, které můžeme vyložit jako ječmenová osada. První písemné zmínky o osadě Northberwyk se objevují v roce 1250. Výraz North odlišuje město více položeného na jih města Berwick-upon-Tweed v Anglii známého ve středověku jako South Berwick. V 12. století byl vybudován přístav, který sloužil poutníkům mířících do St. Andrews. Přeprava trvala 500 let a v nedávné době byla oživena. V roce 1590 zde bylo vykonáno množství procesů s čarodějnicemi. V roce 1177 se začalo budovat nové město okolo zdejšího cisterciáckého kláštera. Po výstavě železnice tu bylo jedno z hlavních center v kraji Východní Lothian, pro obchod s Edinburghem.
Dnes je městečko známé především jako sportovně-rybářské, golfové a ornitologické středisko. Ve městě lze navštívit Skotské muzeum mořského ptactva. Poblíž se nachází zajímavá turistická místa, jako : Bass Rock, hrad Tantallon, či ostrov Isle of May nebo maják na ostrově Fidra. Těsně nad městem se tyčí do výše 187 metrů hora vulkanického původu, která, v jinak rovinaté krajině, nabízí daleký rozhled.
Žije zde přibližně 7 800 obyvatel.

## Partnerská města
- Kerteminde, Dánsko